# Отстрел невест
Отстрел невест — четвёртая книга из девяти Андрея Белянина из цикла «Тайный сыск царя Гороха», написанная в жанре фэнтези-детектива. Впервые издана в 2002 году издательством «Альфа-книга».

## Сюжет
Зима в Лукошкине. Воспользовавшись спадом преступности, лейтенант Никита Иванович Ивашов, лукошкинский участковый или, как его называют местные жители, «батюшка сыскной воевода», решил устроить в городе хоккейный турнир. Со всех концов света к царю съезжаются невесты, даже из Африки приехала чернокожая принцесса Тамтамба Мумумба, дочь вождя южно-африканского племени. К тому же к царю явилась делегация запорожских казаков с подарком от их гетмана Бандурки. Но тут события начинают сыпаться, как из рога изобилия: прямо из царских палат похищен хоккейный чемпионский кубок, у запорожцев украдена золотая булава, которую они везли в дар Гороху, и кто-то стал одну за другой травить царских невест при помощи отравленных яблок. В таком изобилии дел Ивашову приходится дробить силы отделения: Баба Яга, эксперт-криминалист по части магии займётся невестами, Митька — неуклюжий увалень, который всегда действует согласно поговорке «Заставь дурака богу молиться, он и лоб расшибёт» — будет вести расследование пропавшей булавы, а сам сыскной воевода возьмёт на себя расследование кражи хоккейного кубка.

## Персонажи
- Никита Иванович Ивашов — лейтенант милиции, батюшка сыскной воевода, участковый уполномоченный Лукошкина, начальник лукошкинского отделения милиции.
- Баба Яга — эксперт-криминалист по части колдовства и магии, квартирная хозяйка Ивашова.
- Дмитрий Лобов — младший сотрудник милиции.
- Царь Горох — царь Лукошкина.
- Фома Силыч Еремеев — сотник, командир сыскной сотни стрельцов.
- Филимон Митрофанович Груздев — думский дьяк, самое скандальное лицо в Лукошкине.
- Абрам Моисеевич Шмулинсон — гробовщик, ростовщик, портной, хоккейный судья.
- Кнут Гамсунович Шпицрутенберг — немецкий посол в Лукошкине.
- Лидия Адольфина Карпоффгаузен — австрийская принцесса, претендентка на лукошкинский престол, племянница Шпицрутенберга.
- Алекс Борр — сопровождающий Лидию Адольфину, австрийский дипломат.
- Левко Степанович Чорный — полковник, глава запорожской делегации.
- Тамтамба Мумумба — чернокожая невеста царя из Южной Африки, практикующая колдовство Вуду.
- Дед Мороз

## Издания
| Издательство «Альфа-книга» Серия: «Фантастический боевик» Книга: «Отстрел невест» Формат: 84x108 1/32 Переплёт: Твёрдый Страниц: 343 Тираж: 10 100 экз. ISBN: 5-93556-223-5 Дата издания: 2002  |
| Издательство «Альфа-книга» Серия: «Белянин и компания» Книга: «Отстрел невест» Формат: 84x108 1/32 Переплёт: Твёрдый Страниц: 350 Тираж: 30 000 экз. ISBN: 5-93556-274-X Дата издания: 2005     |
| Издательство «Альфа-книга» Серия: «Белянин и компания» Книга: «Отстрел невест» Формат: 84x108 1/32 Переплёт: Твёрдый Страниц: 350 Тираж: 30 000 экз. ISBN: 978-5-93556-944-0 Дата издания: 2007 |